# Hanchipura, Kunigal
Hanchipura là một làng thuộc tehsil Kunigal, huyện Tumkur, bang Karnataka, Ấn Độ.